# 查大期
查大期（16世紀—17世紀），字望道，南直隸寧國府涇縣人，明朝政治人物。

## 生平
查大期自歲貢出身，是萬曆四年（1576年）丙子科應天鄉試第一百三十三名舉人，授湘潭知縣，到任後興利除弊，人民歌頌他並諷刺前任嗜酒知縣方來獻：「壺中有酒方來獻，獄底無㐲查大期。」因年老謫建德教諭，人們為他立石頌德。

## 引用
1. 1 2  民國《涇縣志·卷十七·人物》：查大期，字望道，由舉人授湘潭令，前令嗜酒乏善政，大期至興利除弊民懷之，歌曰：「壺中有酒方來獻，獄底無㐲查大期。」以年老左遷嚴州教授，又遷河南散秩歸，湘民思之，立石頌德。 錢鄭二志
2. ↑  民國《涇縣志·卷十四·選舉表》：（萬曆）甲戌（歲貢） 查大期 九都人……丙子（舉人） 查大期 宦業有傳